# Rue Lulay-des-Fèbvres
La rue Lulay-des-Fèbvres appelée communément rue Lulay est une rue piétonne du centre de Liège (Belgique) reliant la rue Pont d'Île à la rue de la Cathédrale.

## Odonymie
Lulay-des-Fèbvres est l'îlot des Forgerons, une presqu'île connectée au Nord au pont d'Île et au Sud-Ouest à la rue Saint-Martin-en-Île via le pont de Mousset.
L'ûlai ou ûlè, terme  wallon, signifie îlot ou petite île. Jusqu'au XIXe siècle, l'emplacement de cette rue était entouré par plusieurs biefs issus de la Sauvenière, ancien bras secondaire de la Meuse.
Fèbvre, un des 32 bons métiers de Liège, est un ancien mot signifiant Forgeron. Venant du latin Faber, il est utilisé dans le mot Orfèvre (artisan ou forgeron travaillant l'or et, par extension, l'argent) ou dans le patronyme Lefèbvre.

## Description
Cette ancienne rue droite est coupée en son centre par le passage Lemonnier ouvert en 1839. Dans les années 1970, elle est aménagée en zone piétonne et remplit la fonction principale de rue commerçante.

## Architecture
La rue compte un bel ensemble d'immeubles de style néo-classique datant du XIXe siècle.
Le théâtre du  Trocadéro se situe au no 6.

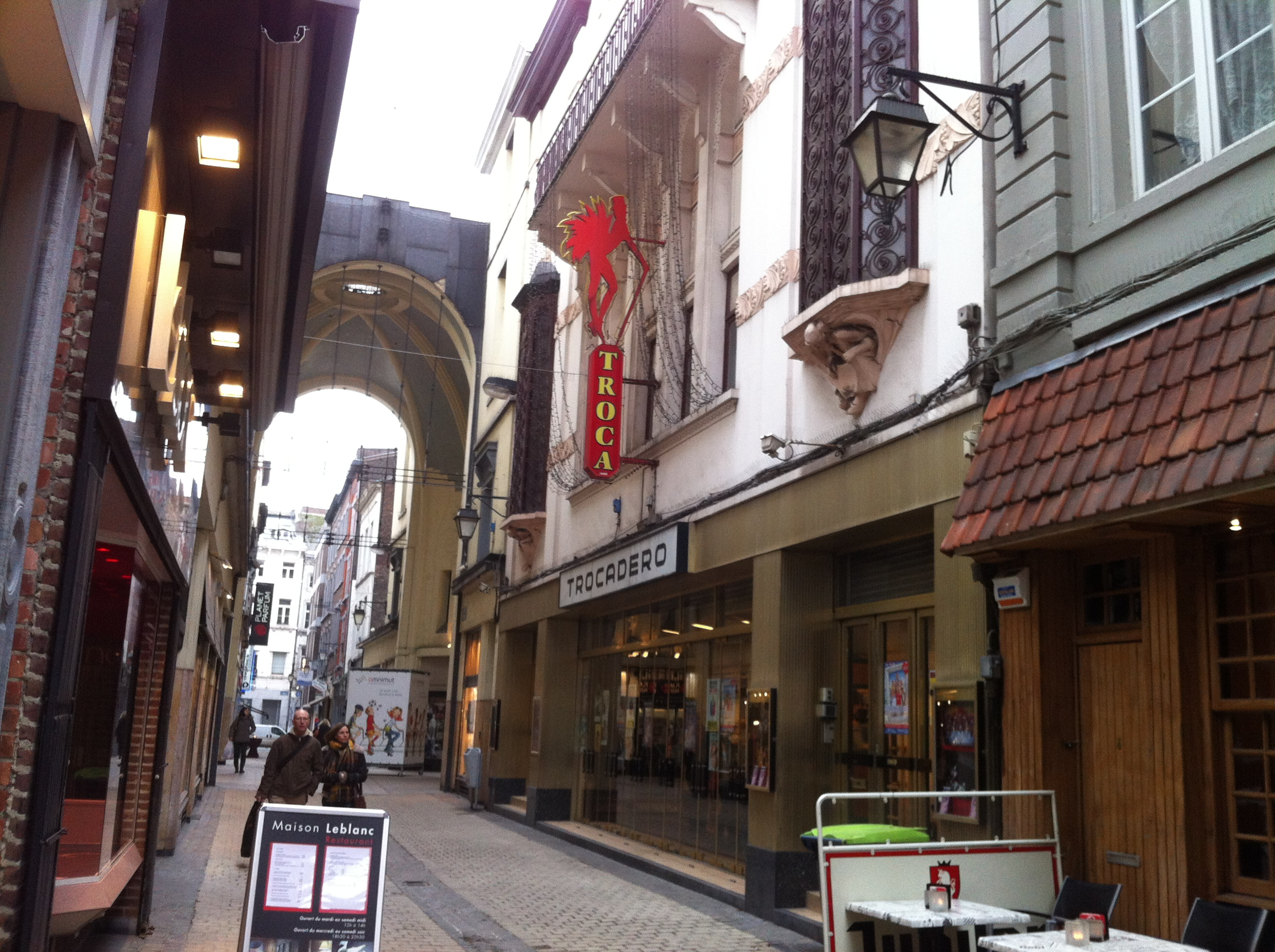
Le théâtre du Trocadéro

## Voies adjacentes
- Rue Pont d'Île
- Rue de la Cathédrale
- Passage Lemonnier

### Source et bibliographie
- Yannik Delairesse et Michel Elsdorf, Le nouveau livre des rues de Liège, Liège, Noir Dessin Production, 2008, 512 p. (ISBN 978-2-87351-143-2 et 2-87351-143-5, présentation en ligne), page 315